# Роата Борги (Кунео)
Роата Борги је насеље у Италији у округу Кунео, региону Пијемонт.
Према процени из 2011. у насељу је живело 46 становника. Насеље се налази на надморској висини од 590 м.